# Francis Blake (Erfinder)

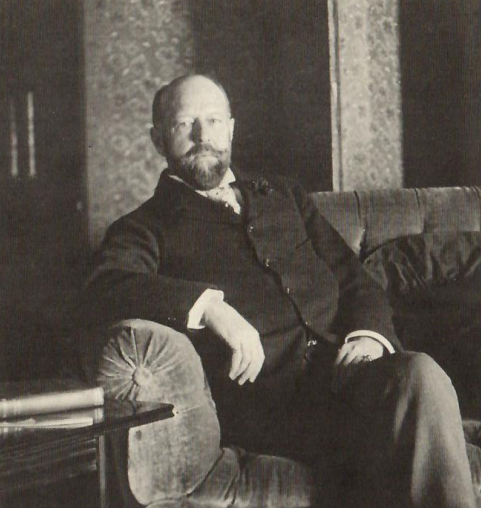
Francis Blake (1901)

Francis Blake (* 25. Dezember 1850 in Needham (Massachusetts); † 19. Januar 1913 in Weston (Massachusetts)) war ein US-amerikanischer Wissenschaftler, Erfinder und Fotograf.

## Leben
1866 bis 1874 arbeitete er am United States Coast Survey (US-Küstenvermessungsbehörde) und der Darién Exploring Expedition. 1878 erfand er das Kohlemikrofon Blake Transmitter. Im April 1884 kaufte er seine erste Kamera und begann mit der Fotografie.
1881 wurde Blake zum Mitglied der American Academy of Arts and Sciences in Cambridge, Massachusetts gewählt.